# پکا نیمی (وزنه‌بردار)
پکا نیمی (فنلاندی: Pekka Niemi؛ زادهٔ ۱۴ نوامبر ۱۹۵۲) وزنه‌بردار اهل فنلاند بود.
وی در مسابقات کشوری و بین‌المللی در مجموع برندهٔ ۱ مدال برنز شده‌است.